# 多刺甲龙科
多刺甲龍亞科（學名：Polacanthinae），生存於侏儸紀晚期到白堊紀早期。多年來，其分類仍有爭議，根據不同的研究人員，多刺甲龍亞科被歸類於結節龍科或甲龍科，或是獨立建立為多刺甲龍科（Polacanthidae）。

## 敘述
多刺甲龍亞科的化石發現於北美洲與歐洲，較常出現在北美洲。第一個發現的多刺甲龍亞科是林龍，在1832年發現於英國薩塞克斯的蒂爾蓋特森林。在1865年，多刺甲龍發現於英國。在1898年，美國南達科他州發現了裝甲龍的化石。之後在北美洲發現了其他的多刺甲龍類化石，這些原始的恐龍，有助於了解甲龍類的演化。
多刺甲龍亞科生存於侏儸紀晚期到白堊紀早期，存在了將近3000萬年。詹姆士·柯克蘭（James Kirkland）提出，多刺甲龍亞科的存在時期，北美洲與亞洲之間有陸橋連接。
多刺甲龍亞科缺乏甲龍科特有的尾槌，但背部的長刺可用來抵抗掠食動物。牠們與其他甲龍類的差異在於具有大片的薦部盾甲（位於薦骨上方），上有多排的瘤狀物。
與結節龍科、甲龍科相比，多刺甲龍亞科的鱗甲較輕型。與結節龍科相比，牠們的背部尖刺較薄、較小型。研究人員推測，多刺甲龍類的鱗甲主要在視覺辨識功能，身體防護是次要功能。
多刺甲龍亞科之中，體型最大的是林龍，身長可達6公尺；最小的是怪嘴龍與邁摩爾甲龍，身長2.7到3公尺，牠們同時也是最小的甲龍類恐龍之一。體重介於1到3公噸之間。牠們可能是群居動物。

## 分類
在1911年，George R. Wieland建立多刺甲龍科，以包含無法歸類於甲龍科、結節龍科的甲龍類恐龍。
傳統上，甲龍亞目可分為結節龍科與甲龍科。結節龍科具有狹窄的頭部，缺乏尾槌，肩膀處有顯目的大型尖刺；甲龍科的頭部寬廣，具有尾槌。多刺甲龍亞科同時具有結節龍科與甲龍科的特徵，頭部類似甲龍科，身體類似結節龍科。由於多刺甲龍亞科大多破碎，或頭部骨頭殘缺不全，造成分類上的困難。
根據不同的研究人員，多刺甲龍亞科曾被歸類於甲龍科。例如在1998年，詹姆士·柯克蘭將其修改為多刺甲龍亞科，是甲龍科的一個亞科，包含：多刺甲龍、加斯頓龍、邁摩爾甲龍，或是結節龍科。
在2001年，肯尼思·卡彭特（Kenneth Carpenter）在一個甲龍亞目的系統發生學研究中，再將多刺甲龍亞科修改為多刺甲龍科，親緣關係較接近甲龍科，離結節龍科較遠；並將多刺甲龍科定義為：包含所有接近加斯頓龍，而離埃德蒙頓甲龍、包頭龍較遠的所有物種。他認為這些甲龍類恐龍的身體構造相當特殊。甲板接近三角形，而且薄。甲板的排列與牙齒相當原始。但有其他研究人員提出異議。
M. Vickaryous等人在2004年的研究，則將怪嘴龍與加斯頓龍列為原始的甲龍科，而其餘四屬則是甲龍亞目的未定屬。
許多近年研究將多刺甲龍亞科視為一群原始甲龍科恐龍，但大部分並沒有經過詳細研究證實。在2012年的一份多刺甲龍亞科詳細研究，提出牠們不是原始甲龍科的並系群，也不是結節龍科的一個亞科。

## 外部連結
- （英文）http://paleodb.org/cgi-bin/bridge.pl?action=checkTaxonInfo&taxon_name=Gastonia&is_real_user=1
- （英文）多刺甲龍科 - The Tree of Life Web Project（页面存档备份，存于）
- （英文）Detalles 多刺甲龍亞科的定義與歷史